# Peter McDonald (Fußballspieler)
Peter McDonald (* 6. Januar 1924 in Dublin; † 29. März 2022 ebenda) war ein irischer Fußballspieler. 

## Karriere
Peter McDonald wurde 1924 im Holles Street Hospital in Dublin als eines von sechs Kindern geboren. Mit seinen Geschwistern wuchs er im Stadtteil Ringsend in der Bath Avenue auf. Während seiner Jugend spielte er für mehrere Vereine, ehe er als Erwachsener in die League of Ireland wechselte. Dort war er für die Dubliner Vereine Bohemians und Transport FC aktiv. Bei den Olympischen Spielen 1948 in London absolvierte McDonald sein einziges Länderspiel für die irische Fußballnationalmannschaft.
Beruflich war McDonald bei Córas Iompair Éireann bis zu seiner Pensionierung tätig. 1954 heiratete er Margaret Downes und zog mit ihr in den Dubliner Stadtteil Drumcondra. Das Paar bekam drei Kinder: Robert, Maeve und Patrick. Obwohl er während seiner Karriere für die Bohemians aktiv war, war McDonald ein Fan des Stadtrivalen Shelbourne FC. Nach seiner Pensionierung war er als Ordner bei den Heimspielen sowie als Platzwart des Klubs aktiv.
2021 wurde McDonald in einem Pflegeheim in Dublin aufgenommen und im März des Folgejahres starb er im Alter von 98 Jahren.